# Тавакачево
Тавака́чево (рос. Тавакачево, башк. Тәүәкәс) — присілок у складі Архангельського району Башкортостану, Росія. Входить до складу Тавакачевської сільської ради.
Населення — 594 особи (2010; 554 в 2002).
Національний склад:
- башкири — 95 %